# 蒙古鸦葱
蒙古鸦葱（学名：Scorzonera mongolica）为菊科鸦葱属的植物。分布于哈萨克斯坦、蒙古以及中国大陆的宁夏、山西、甘肃、青海、辽宁、河南、陕西、新疆、山东等地，生长于海拔50米至2,790米的地区，见于湖盆边缘、盐碱地、草滩、盐化草甸、盐化沙地、干湖盆或河滩地，目前尚未由人工引种栽培。
种名mongolica意为蒙古的。 